# Scott Crichton (rugbista)
Scott Crichton (Wanganui, 18 febbraio 1954) è un ex rugbista a 15 neozelandese, per diverse stagioni pilone della provincia di Wellington.

## Biografia
Inizialmente sovrappeso e arrivato fino a 170 kg, dopo il passaggio a uno stile di vita più salutare e sostanzialmente privo di alcolici raggiunse un peso-forma di 110 kg e nel 1977 entrò nelle giovanili della provincia di Wellington con cui esordì nel 1981 nel corso di un tour della Scozia in Nuova Zelanda: contribuì in prima linea alla vittoria della provincia per 19-15 sugli scozzesi.
In quello stesso anno vinse anche il suo primo titolo del National Provincial Championship con Wellington; nel 1983 debuttò con la Nuova Zelanda in un test match a Edimburgo ancora contro la Scozia durante il tour degli All Blacks di fine anno (pareggio 25-25).
Fino al 1985 scese in campo per gli All Blacks anche se non in incontri valevoli come test match e, nel 1986, dopo la cancellazione del tour neozelandese in Sudafrica per via delle proteste contro la New Zealand Rugby Union ritenuta colpevole di fare concessioni a un Paese in cui vigeva il regime di apartheid, Crichton accettò di fare parte dei New Zealand Cavaliers, formazione non ufficiale di rugbisti neozelandesi che si recarono in Sudafrica a titolo individuale per disputarvi alcuni incontri compresi quattro contro gli Springbok.
Tale tour segnò, di fatto, la fine della carriera internazionale di Crichton e di altri suoi compagni di squadra, in quanto tutti i partecipanti furono squalificati dalla Federazione per i successivi due test match degli All Blacks; Crichton cessò l'attività agonistica un anno più tardi, nel 1987, dopo avere vinto un secondo titolo provinciale con Wellington.
Dopo la fine della carriera da giocatore si è dedicato saltuariamente all'attività tecnica; tra i suoi incarichi anche quello di membro dello staff tecnico del Suntory Sungoliath, club giapponese della Top League di rugby.

## Palmarès
- National Provincial Championship: 2
Wellington: 1981, 1986